# مجزرة بن طلحة
| مجازر الجزائر في 1997                                               |          |              |
| مجازر قتل فيها أكثر من 50 مدني: راجع حرب العشرية السوداء في الجزائر |          |              |
| مجزرة ثاليت                                                         | 52 قتيل  | 4-3 أفريل    |
| مجزرة حوش خميستي                                                    | 93 قتيل  | 21 أفريل     |
| مجزرة ضاية لبقور                                                    | 50 قتيل  | 16 جوان      |
| مجزرة سي زروق                                                       | 58 قتيل  | 27 جويلية    |
| مجزرة أولاد الحد مزوارة                                             | 76 قتيل  | 3 أوت        |
| مجزرة صوحان                                                         | 65 قتيل  | 21-20 أوت    |
| مجزرة بني علي                                                       | 64 قتيل  | 26 أوت       |
| مجزرة الرايس                                                        | 800 قتيل | 29 أوت       |
| مجزرة بني مسوس                                                      | 87 قتيل  | 6-5 سبتمبر   |
| مجزرة قلب الكبير                                                    | 53 قتيل  | 19 سبتمبر    |
| مجزرة بن طلحة                                                       | 400 قتيل | 22 سبتمبر    |
| مجزرة سيدي العنتري                                                  | 117 قتيل | 24-23 ديسمبر |
| مجازر ولاية غيليزان                                                 | 412 قتيل | 30 ديسمبر    |
| 1996 -[عدل مصدر ] - 1998                                            |          |              |

في بلدة بن طلحة، التي تبعد حوالي 15 كم عن جنوب العاصمة الجزائر، وفي ليلة 22-23 سبتمبر 1997 قتل أكثر من 200 قروي (كما أعلنت منظمة العفو الدولية) على يد عصابات مسلحة. وتراوح عدد القتلى المبلغ عنهم بين 85 (التقديرات الرسمية الأولية) و400 (ذا إيكونومست)

## الخلفية التاريخية
في عام 1997، وصلت الجزائر إلى ذروة صراع أهلي وحشي بدأ بعد إلغاء الجيش لانتخابات 1992 التي كانت ستحقق فيها الجبهة الإسلامية للإنقاذ (FIS) فوزًا ساحقًا. وكانت مدينة بن طلحة، التي تبعد بضعة كيلومترات عن بلدية براقي (انظر الخريطة) والتابعة لـمدينة الجزائر، قد صوتت لصالح الجبهة الإسلامية للإنقاذ في الإنتخابات.
الموقع الجغرافي لمدينة بن طلحة وابتعادها عن قلب مدينة الجزائر بالإضافة للحقول وبساتين البرتقال المحيطة بها ساعدعلى تموقع العصابات الإجرامية. وانعدام الأمن كان عاملا لتسلط الجماعات المسلحة على السكان المحلين؛ ما اضطر ببعض من سكان المدينة للإنضمام لهذه الجماعات خوفا على اهلهم من التهديدات تحت شعار إنضم للقطيع لتأمن شره، في وقت كان يرجوا بعضهم الآخر تحقيق العدالة ومحاسبة المجرمين واللصوص.
انضمت العصابات إلى الحركة الإسلامية المسلحة (MIA) التي ظهرت مرة أخرى والعديد من الجماعات المستقلة؛ وبعد عام 1994، اندمجت هذه الجماعات كلها في جماعة واحدة كبيرة هي الجماعة الإسلامية المسلحة (GIA).
كما كانت الجماعة المسلحة تتمتع بحضور قوي في الفترة بين 1994 و1996 ، حيث كانوا يسيرون في شوارع مدينة بن طلحة أمام الملأ، الأمر الذي دفع بالحكومة إلى وضع مخطط للحراسة يقضي باختيار أفرادها من سكان المنطقة «رجال المقاومة الجزائرية الباتريوت» مكونة من حوالي عشرة أشخاص في مدينة بن طلحة في يونيو 1996، فيما بعد تم تجنيد فرقة «الدفاع الذاتي»
في 29 أغسطس 1997، قتل نحو 200 شخص على بُعد بضعة كيلومترات فقط من جنوب شرق موقع مجزرة رايس. وانتشرت شائعات بوقوع المزيد من المجازر قريبًا.

## المذبحة
في يوم 22 سبتمبر الساعة 11:30 مساءً، وقعت انفجارات مدوية هزت حي الجيلالي جنوب غرب بن طلحة، وبدأ المهاجمون في التدافع من بساتين البرتقال إلى الجزء الجنوبي الشرقي من الحي. وشرعوا في التحرك بطريقة منظمة من منزل لآخر يذبحون كل رجل وامرأة وطفل يجدونه في المنازل. وبلغت أصوات الصراخ والإنذارات عنان السماء حيث كانت تحوم الهليكوبتر. وكان المهاجمون مسلحون ببنادق آلية وبنادق قنص ومناجل؛ وبعضهم، حسب رواية نصر الله يوس (انظر أسفل)، يرتدون ملابس سوداء قتالية، والبعض الآخر الملابس المميزة للإسلاميين؛ وهي القشابية مع أقنعة بالاكافا ولحى. ولاحظوا أن بعض السكان المحليين كانوا ينادونهم بالاسم. وواصلوا مذبحتهم، فكانوا يضربون الأطفال بعنف في الجدران ويقطعون الأطراف ويضربون الأعناق ويغتصبون النساء ثم يقتلونهن.
في هذه الأثناء، كما ذكرت منظمة العفو الدولية، «قال الناجون إنه في وقت وقوع المذبحة، كانت وحدات من القوى المسلحة بمركبات مدرعة متمركزة خارج القرية وأوقفت بعضًا ممن كانوا يحاولون الهروب من القرية.» وقد أكد هذه الرواية ياسين، أحد الناجين من المذبحة الذي أجرت معه قناة بي بي سي مقابلة - وذكر أنه «بحلول منتصف الليل...ظهرت سيارات الجيش بالقرب من مكان المذبحة، ولكن لم يتدخل الجنود» بالإضافة إلى نصر الله يوس، الذي أضاف أن الجيش منع السكان المحليين من خارج الحي من القدوم لنجدتهم. واستمر القتلة في التوغل في حي الجيلالي يتنقلون من منزل لآخر حتى قرابة الساعة الخامسة صباحًا، عندما غادروا دون أن يعترض سبيلهم أحد.
وبعد ذلك، جابت العالم صورة تسمى «مادونا بن طلحة» التقطها حسين زاورار وفازت بجائزة الصورة الصحفية العالمية في عام 1997. وقد أظهرت الصورة سيدة جزائرية ثكلى تنتظر خارج مستشفى زميرلي، والتي أصبحت رمزًا للمذبحة مقارنةً بصورة الجندي الساقط من الحرب الأهلية الأسبانية.

## المسؤولية
أعلنت الجماعة الإسلامية المسلحة مسؤوليتها عن هذه المذبحة ومذبحة الرايس في بيان صحفي من لندن في 26 سبتمبر (وفقًا لـوكالة فرانس برس.) حكم على فؤاد بولامية، العضو القيادي في الجماعة الإسلامية المسلحة (GIA)، بالإعدام في 1 أغسطس 2004 (للمرة الثانية، حيث ثبتت عليه أيضًا تهمة قتل زعيم الجبهة الإسلامية للإنقاذ (FIS) عبد القادر حشاني) للاشتراك في المذبحة. واغتيل الزواربي، زعيم الجماعة الإسلامية المسلحة في الجزائر، بالرصاص في أكتوبر 1997، كما حدث مع عضو آخر في الجماعة من قبل، وهو رشيد «جهاد» ولد حمران، حيث سجنت شقيقة الأخير، وتدعى ناصرة، ونقلت عنها جريدة لو ماتان قولها إنه «في بن طلحة، كانوا يضربون الأعناق وكنت أنا أجمع المصوغات من الجثث،» وأضافت: «ولإنقاذ أسر» الإرهابيين«، كنت أشير إلى منازل المتعاطفين معنا الذين لا ينبغي قتلهم.» ونقل عنها قولها: «لقد أخبروني أنني ينبغي أن أسير على درب أخي، وإلا فسيقتلوني. وقبل وقوع الهجوم ببضعة أيام، ذهبت إلى بلدة أولاد علال حيث كان يعقد اجتماعًا، ولكنني كنت مع سيدتين أخريين في المطبخ ولم أسمع شيئًا... وعندما انتهى الاجتماع، أخبرنا رئيسهم الزواربي بأن لكل منا مهمة محددة. وأخبروني أن أذهب إلى بلدة بن طلحة...وأحدد منازل عناصرنا، منازل الإرهابيين، ثم أبحث عن المصوغات لأن النساء فقط هن من ستعرفن أين يخبأ... وتولت والدتي وامرأتين أخريان مهمة تجريد الموتى من متعلقاتهم القيمة.» (رويترز، 9 أكتوبر). (وقد عرّف يوس الزواربي، ينطق أيضًا الأزراوي، بأنه أمير الجماعة الإسلامية المسلحة في الجزائر من عام 1995 إلى 1997، بالرغم من أنه زعم عدم تعرف أي من الناجين على رجال الزواربي بين المعتدين.)
ومع ذلك، أثار البعض أسئلة حول احتمال مشاركة الحكومة في المذبحة، وذلك في ضوء رفض الجيش الواضح للتدخل لمساعدة أهل القرية. وأبرزها، أحد الناجين، نصر الله يوس، الذي هاجر أخيرًا إلى فرنسا، حيث نشر كتاب من قتل في بن طلحة؟ (Qui a tué à Bentalha?)، ويروي فيه تجربته الشخصية ويجادل بأن الحكومة الجزائرية أخترقت الجماعة الإسلامية المسلحة وسيطرت عليها، ربما بعد هروب تازولت من السجن. وكان هذا الكتاب محظورًا في الجزائر. وثمة عنصر يثبت هذا الاقتراح في روايته؛ ألا وهي الكلمات التي ذكر أنه سمع العصابات تقولها مشيرة إلى أنهم كانوا يعلمون أن الجنود المتمركزين بالخارج لن يحركوا ساكنًا وأن الدين لم يكن هو همهم:
«الجنود لن يساعدوكم! أمامنا الليل بطوله لاغتصاب نسائكم وأطفالكم وشرب دمائكم. وحتى إذا هربتم من الموت اليوم، فسوف نعود غدًا للقضاء عليكم! نحن هنا لنرسلكم إلى ربكم!»
إنه لا يدعي رؤيته لأدلة معينة تحدد هوية القتلة، ولكنه يشعر أن البينة الظرفية لمشاركة الحكومة قوية للغاية. ويلخص هيو روبرتس ما سبق:
«كيف رفضت السلطات طلبات سكان بن طلحة بالحصول على أسلحة للدفاع عن أنفسهم؛ كيف تعاملت قوات الأمن مع الجماعات الإسلامية المحلية بدرجة من التسامح لم يستطع المدنيون فهمها؛ كيف، في ليلة وقوع المذبحة، تم إرسال معظم أعضاء الجماعة» الوطنية«المحلية بعيدًا للاسترخاء في منتجع ساحلي بأوامر من قائد الجيش المحلي؛ كيف، أثناء المذبحة نفسها، تمركزت قوات الأمن على أطراف مدينة بن طلحة وكانت على دراية بما يحدث؛ كيف أضيء حي الجيلالي، حيث كان يسكن يوس نفسه والذي استهدفه الهجوم بشكل خاص، مرة بعد أخرى بكشافات ضخمة قامت الشرطة بتركيبها مؤخرًا في حقل قريب، كما لو أنها تضيء الطريق لمنفذي الهجوم؛ كيف حامت طائرة هليكوبتر عسكرية فوق المكان طوال معظم الساعات الست التي استمرت خلالها المذبحة؛ كيف منعت القوات المسلحة التي تقف في حاجز الطريق في مدخل بن طلحة المدنيين من القرى القريبة من القدوم لإنقاذ أهل بن طلحة، حتى إنه ذكر أنه تم إطلاق النار على شرطي حاول القيام بواجبه في هذا الصدد؛ وكيف سمح للمعتدين بالخروج من بن طلحة والهروب من الطريق الرئيسي إلى الجنوب، بينما لم تحاول قوات الأمن التصدي لهم، بالرغم من وجودها في الموقع المناسب للقيام بذلك.»
يجادل معارضو هذا الموقف بأن سؤال «من يقتل؟» غير مناسب وأن القتلة معروف أنهم عصابات إسلامية، مثلاً زازي ساديو من المجلس الجزائري لنساء من أجل الديمقراطية ادعت في مجلة كوميوناليزم كومبات (Communalism Combat) في أبريل 1998 أن:
«قادة المذبحة في بن طلحة معروفون للجميع. إنهم الزواربي وولد حمران، الذي أعتقلت شقيقته ناصرة الإرهابية أيضًا، في اليوم التالي للمذبحة على يد الوطنيين في القرية... وقد اشتركت مع نساء أخريات في المذبحة وكانت مسؤولة عن تحديد العائلات التي ينبغي قتلها والشركاء الذين ينبغي عدم التعرض لهم. ولاحقًا، قامت هي والنساء الأخريات بسرقة الذهب والأموال من ضحاياهم. وفي يوم القبض عليها، كانت شهادتها علنية أمام المصورين والصحافة. وغالبية الإرهابيين الذين تعرف عليهم سكان حي الرايس وبن طلحة والأربعاء وسيدي موسى، هم نشطاء في الجبهة الإسلامية للإنقاذ.»
إضافةً إلى ذلك، اتهم التلفزيون الجزائري يوس وحبيب سوايدية في 16 أبريل 2001 بأنهما "المستفيدان من هذه البلبلة لرغبتهما في تبرئة الجماعات المسلحة وتشويه سمعة مؤسسات الدولة التي أنقذت البلاد من وحشية متطرفة.”
أثار السؤال جدلاً واسعًا في وسط الأكاديميين الغربيين أيضًا. على سبيل المثال، قال هيو روبرتس إن "كتاب "من قتل في بن طلحة؟" يقودنا إلى تصديق الرواية الرسمية عن طريق سرد الأحداث التي سبقت المذبحة بالتفصيل، بالإضافة إلى المذبحة نفسها"، بالرغم من أنه يذكر أيضًا "إنه يقترح أنهم ربما كانوا قوات صاعقة خاصة أو فرق موت، وقد لاقى هذا الاقتراح انتشارًا كبيرًا في السنوات الأخيرة. ومع ذلك، ينبغي أن يقال أيضًا إنه لم ولن يستطيع إثبات ذلك كحقيقة. وعلى الجانب الآخر، يصف برنارد هنري ليفي هذه الرواية بأنها "مقلقة ولكن غير مقنعة".

## وصلات خارجية
- Human Rights Watch report
- Amnesty International report
- The Economist
- Le Matin
- Dossier: Le massacre de Bentalha
- Plus de trois ans après le massacre de Benthala, les rescapés du massacre témoignent contre l’oubli et le mensonge
- Fighting the fanatics - رسالة
- ArabicNews
- Le Monde نسخة محفوظة 26 سبتمبر 2007 على موقع واي باك مشين.
- Survivor's account of mass murder نسخة محفوظة 28 سبتمبر 2007 على موقع واي باك مشين.
- Je sais qui a tué: Temoignages sur Bentalha reçues par l'association Djazairouna de Blida